# Victor Jones
Victor Jones (Newark, 25 september 1954) is een Amerikaanse jazzmuzikant (drums, trompet).

## Biografie
Jones koos, beïnvloed door een tv-programma met Louis Armstrong, in de vijfde klas voor de trompet. Hij had tien jaar lang onderricht en trad aanvankelijk op met de trompet (o.a. in het symfonieorkest van de Elmwood Elementary School in East Orange, prijzen en onderscheidingen). Vanaf 12-jarige leeftijd speelde hij ook op drums (o.a. in rockbands), dat later zijn hoofdinstrument zou worden. Studies aan het Berklee College of Music vulde hij aan door privéonderricht bij Elvin Jones, Freddie Waits en Ed Blackwell. Vanaf 1973 was hij in de Verenigde Staten en Europa met Lou Donaldson, daarna met de zanger Johnny Mathis en andere muzikanten onderweg. In 1977 werd hij lid van de band van Stan Getz, met wie hij wereldwijd op concertreis ging en meewerkte aan de opnamen van albums als Children of the World, White Heat en The Great Jazz Gala.
Daarop volgend toerde hij met George Adams/Don Pullen (1981), James Moody (1982), Freddie Hubbard, Ramsey Lewis, Gato Barbieri (1986), Stanley Clarke, Phyllis Hyman, Stanley Turrentine (1989), Masabumi Kikuchi, Mino Cinélu (1990), Gonzalo Rubalcaba/Charlie Haden (1991), Chaka Khan, Mal Waldron en Jimmy Scott (2001).
Jones leidde sinds de jaren 1980 eigen bands. In 1995 verscheen zijn eerste album Visible Sound Groove als orkestleider, waarop twee verdere albums volgden. In zijn band R&B-Bop Band, waarmee hij tournees afwerkte door de Verenigde Staten en Japan, integreerde hij dansmuziek met de improvisatorische behoeften van de kunstmuziek.
Als sideman werkte hij mee aan meer dan 100 albums. Zo was hij betrokken bij opnamen van de muzikanten Ed Schuller, Rhoda Scott, Michel Petrucciani (Music), Dizzy Gillespie (Endlessly), Woody Shaw (Setting Standards), Jimmy McGriff (City Lights), Valery Ponomarev, Richie Cole, Joe Farrell, Alex Foster, Ronnie Cuber, Stanley Turrentine en de Mingus Big Band.
Jones onderwijst aan The New School in New York en aan het Newark Community Center For the Arts.

## Discografie
- 1995: Visible Sound Groove met Barry Finnerty, Alex Foster, Conrad Herwig, Joe Locke, Jay Rodriques, Gene Williams
- 1996: Cafe Trio: Live at Bradley's in New York City met David Kikoski en Essiet Okon Essiet
- 2003: Culturversy